# Natascha Berg
Nicole Natascha Berg Juarez (* 2. Mai 1980 in Mannheim) ist ein deutsches Fotomodell, Moderatorin und ehemalige Schönheitskönigin spanischer Herkunft. Sie studierte Medizin in Heidelberg.

## Wirken
2000 wurde sie von der Miss Germany Corporation (MGC) zur German Miss World gewählt. Von Oktober 2003 bis Frühjahr 2007 moderierte Natascha Berg beim Ballungsraumsender rheinmaintv das Regionalmagazin Das Journal. Dazu präsentierte sie eine Spielshow für T-Online.
Seit Anfang 2007 führt Natascha Berg im Wechsel mit Katty Salié durch ein Reisemagazin auf DW-TV und moderiert ab März 2007 Newstime auf ProSieben und N24. 
Ab Januar 2008 war sie Nachfolgerin von Tamara Sedmak als Testimonial von Premiere und moderierte Inside Premiere, Premiere Spezial und HD Perfekt. Bereits zuvor war sie dort im Premiere Direkt-Portal tätig. Seit dem 2. März 2008 moderierte sie bei Premiere den Premiere Showpalast und die sich mit dem Thema HDTV befassende Sendung HD perfekt auf Premiere.

## Filmografie
- 2008: Present Perfect
- 2009: Just the 3 of Us (Kurzfilm)
- 2009: Business as Usual (Kurzfilm)
- 2009: Immigrants (Fernsehserie, 10 Folgen)
- 2010: Stranger’s Relative
- 2011: Testing Life
- 2011: In Captivity (Kurzfilm)
- 2011: Shadows (Kurzfilm)
- 2011: Haywire
- 2012: C.A.T.s (Covert Anti-Espionage Team) (Kurzfilm)
- 2012: Green Card, Black Rice (Kurzfilm)
- 2013: Jurassic Attack
- 2013: Bad Fucking
- 2013: Polt